# Der Aufenthalt (Roman)
Der Aufenthalt ist ein im Jahr 1977 im Aufbau-Verlag in Ost-Berlin und zeitgleich im Verlag Luchterhand in Neuwied erschienener Roman des ostdeutschen Schriftstellers und SED-Politikers Hermann Kant. Es ist ein antifaschistischer Roman und erzählt von der Gefangenschaft der Wehrmachtsoldaten in Polen am und nach dem Ende des Zweiten Weltkriegs. Ziel des Romans ist die Erkenntnis der Schuld an nationalsozialistischen Verbrechen auch durch Personen, die zwar nicht direkt persönlich Verbrechen begangen haben, sondern durch ihre Haltung und Funktion zur Nazibarbarei beitrugen.
Der Roman basiert auf Kants eigenen Erlebnissen während der polnischen Kriegsgefangenschaft zwischen 1945 und 1949, als Kant in einem Arbeitslager in Warschau inhaftiert war. Der Aufenthalt zählt neben Die Aula und Das Impressum zu den drei erfolgreichsten Romanen des Autors.

## Ausgaben
- Der Aufenthalt. Berlin: Aufbau-Verl. u. Neuwied: Luchterhand 1977. [Erstausgabe]
- Der Aufenthalt. Stuttgart: Deutscher Bücherbund 1978. (Bibliothek des 20. Jahrhunderts.)

## Verfilmung
- Der Aufenthalt